# 麥瑞權
麥瑞權（葡萄牙語：Mak Soi-kun，1956年4月15日—），澳門立法會建制派議員 、澳門江門同鄉會副會長及瑞權工程公司主席。

## 學歷背景
麥瑞權擁有測量專業資格，以及華中科技大學管理學博士和中山大學社會學碩士學位。

## 相關事件
2015年7月，麥瑞權在時事直播節目「澳門論壇」中支持澳門半島的新填海地區「新城B區」中的將會破壞澳門主教山景觀的超高樓項目，他以法國的羅浮宮比喻勸告市民「要有胸襟接受新設計」，被市民批評麥瑞權偷換概念和誤導公眾，批評者指出羅浮宮金字塔涉及的是新舊建築能否協調的問題，而新城B區涉及的是高樓破壞景觀的問題，而城市規劃委員會委員林翊捷強調作為澳門歷史文化的重要組成部分的主教山景觀的重要性，不能為了少數人而破壞65萬人的景觀。
在2017年澳門立法會選舉中，麥瑞權得票最高，成為當屆「票王」。
2017年12月，天鴿風災後，麥瑞權在2017年12月在立法會提出辯論動議，認為澳門氣象局在風災期間表現不佳，是因為當局高層的「愛國愛澳」意識薄弱，使命感不足，希望進一步加強全體公務員的「愛國愛澳」意識的教育。麥瑞權的推論引起立法會議員哄堂大笑，又被指是「神邏輯」和「好有趣的推論」，最終辯論動議被15票反對，10贊成，4票棄權的結果否決。
在疊石塘山超高樓項目風波中，有官委議員以及有江門同鄉會背景的議員對會破壞山體環境的超高樓項目表示支持，支持者當中包括身為江門同鄉會副會長的麥瑞權，他表示依法辦事是核心價值，社會不應有太多意見，至於開挖山體、破壞環境的問題，他認為綠化環境除了大自然可以自己修復之外，亦可以人為修復。2018年2月6日，廉政總署發布《關於路環疊石塘山建築項目的調查報告》，指出項目地段業權在以遺產繼承方式轉移的過程中存在諸多疑點，不排除有人利用司法程序，冒充業權人後人非法獲得土地；在測量地界及發出地籍圖的過程中，存在明顯的錯誤甚至欺詐的情況」。
2021年，麥瑞權不參加第七屆立法會選舉，意味著他本人不再尋求連任。